# Плассак-Руфьяк
Пласса́к-Руфья́к (фр. Plassac-Rouffiac) — коммуна во Франции, находится в регионе Пуату — Шаранта. Департамент — Шаранта. Входит в состав кантона Бланзак-Поршрес. Округ коммуны — Ангулем.
Код INSEE коммуны — 16263.
Коммуна расположена приблизительно в 410 км к юго-западу от Парижа, в 120 км южнее Пуатье, в 16 км к юго-западу от Ангулема.

## Население
Население коммуны на 2008 год составляло 348 человек.
| 1962 | 1968 | 1975 | 1982 | 1990 | 1999 | 2008 |
| ---- | ---- | ---- | ---- | ---- | ---- | ---- |
| 282  | 297  | 307  | 304  | 297  | 321  | 348  |

## Экономика
В 2007 году среди 220 человек в трудоспособном возрасте (15—64 лет) 165 были экономически активными, 55 — неактивными (показатель активности — 75,0 %, в 1999 году было 73,8 %). Из 165 активных работали 154 человека (88 мужчин и 66 женщин), безработных было 11 (4 мужчины и 7 женщин). Среди 55 неактивных 21 человек были учениками или студентами, 20 — пенсионерами, 14 были неактивными по другим причинам.

## Достопримечательности
- Приходская церковь Сен-Сибар (XII век). Памятник истории с 1862 года[3]

## Фотогалерея
- Плассак
- Церковь Сен-Сибар
- Старая церковь
- Мэрия